# Seitenbach (Aich)
Der Seitenbach ist ein je nach zugerechnetem Oberlauf 9–10 km langer, etwa ostnordostwärts fließender Bach im Landkreis Böblingen im mittleren Baden-Württemberg, der in der Stadt Waldenbuch von links in die mittlere Aich mündet.

## Name
Der Seitenbach trägt auf seinen Laufabschnitten verschiedene Namen. Der oberste auf Karten auffindbare Gewässername ist Totenbach, welcher zumindest für den Abschnitt zwischen Weil im Schönbuch und der zugehörigen Totenmühle, vermutlich sogar bis zum etwas unterhalb der Totenmühle errichteten Hochwasserrückhaltebecken Segelbach und bis zum Zulauf des Reishaldenbachs gebräuchlich ist; ob der Bach zuvor in und auch vor Weil auf seinem rechten Quellast einen wiederum davon verschiedenen Namen trägt, ist offen.
Dem Totenbach-Abschnitt folgt der Segelbach-Abschnitt im Wald vermutlich bis zum Zufluss des Greutbachs. Erst danach auf den letzten weniger als anderthalb Kilometern durch den restlichen Wald und den Siedlungsbereich der Stadt Waldenbuch wird der Bach Seitenbach genannt.
Im Folgenden wird einheitlich der amtliche Gesamtstrang-Name Seitenbach benutzt.

## Geographie

### Verlauf
Der Seitenbach entfließt etwa 300 Meter nordöstlich der Holzgerlinger Domäne Schaichhof auf etwa 495 m ü. NHN jenseits der B 464 schon auf dem Grund der angrenzenden Gemeinde Weil im Schönbuch dem etwa einem Viertelhektar großen Schaichhofsee in nordnordöstlicher Richtung und läuft sogleich an einer neueren Siedlung von Weil entlang. Bald tritt er im Bereich einer Gewerbezone in den Bebauungsbereich der Gemeinde ein. Darin unterquert der Seitenbach nahe an deren Haltepunkt Weil im Schönbuch-Troppel die Schönbuchbahn und nimmt jenseits von links und Westnordwesten den Lachentalbach auf, seinen ihn mit Länge, Einzugsgebiet und Quellhöhe etwas übertreffenden anderen Quellbach.
In gleichwohl unveränderter Richtung durchzieht er, fast von Anfang an verdolt, zwischen dem Ortskern rechts und neueren Siedlungsgebieten links das langgezogene Dorf Weil und passiert dabei einen wiederum etwa viertelhektargroßen See an der Seestraße. Schon etwas vor den letzten Häusern von Weil fließt er offen und begleitet von Gehölz mit immer stärkeren kurzen Richtungswechseln etwa ostwärts in einer wiesengeprägten Flurmulde, vorbei an der Kläranlage des Ortes und später der Totenbachmühle knapp 100 Meter links des Laufes, deren früher offener Mühlkanal heute nicht mehr besteht und an der auf dieser Bachseite der Wald beginnt. Gleich nach dieser durchfließt er das 1,1 ha große  Hochwasserrückhaltebecken Segelbach, unterquert mit dem Staudamm auch die von Weil nach Waldenbuch führende L 1050 und läuft dann länger durch ein Waldgebiet, das sich vom Lauf der oberen Aich im Norden über den Rücken des Weiler Bergs (bis 438,2 m ü. NHN) links des Seitenbachs bis über diesen hinweg und hinauf auf die Reishalde am Abhang des rechts liegenden Horns (479,1 m ü. NHN) erstreckt.
Darin fließt gleich nach dem Waldeintritt der größtenteils noch in der offenen Flur laufende Reishaldenbach aus dem Südwesten zu, etwas nachdem sich der danach in einer schmalen Wiesenaue fließende Bach wieder auf ostnordöstlichen Lauf wendet. Aus dem Hangwald rechts münden vier weitere, kurze und meist nur unbeständig wasserführende Klingenbäche. Der nächste größere Zufluss Greutbach von Südsüdwesten her hat dagegen am Mittel- und Unterlauf ein Flurtal, er mündet an einem einsam stehenden Anwesen.
Etwa einen halben Kilometer weiter talab setzt am rechten Hang der Wald aus, der Bach erreicht den Ortsrand der Kleinstadt Waldenbuch und auch am linken Hang endet der Wald. Nach links geht etwa am Sackende der Straße Im Seitenbach ein Mühlkanal ab, der verdolt durch die Stadt zu einem rechts der Aich laufenden, ebenfalls verdolten Kanal führt. Wenig nachdem der Bach die Tübinger Straße (L 1208) unterquert hat, verschwindet er selbst ebenfalls im Unterirdischen und nimmt dann unter der Bahnhofstraße, hier bereits auf Ostlauf, von links den zuvor genannten verdeckten Aich-Seitenkanal auf. Auf seinen letzten paar Metern mündet in ihn von Süden her der im Stadtbereich bald verdolte Immenbach. Dann mündet der Seitenbach gegenüber dem Feuerwehrmagazin in der Bahnhofstraße von rechts und auf etwa 343 m ü. NHN in die hier ihre Nordschleife um den Waldenbucher Stadtkern beendende und danach ostwärts weiterfließende Aich.
Der Seitenbach mündet nach seinem 9,4 km langen Lauf mit mittleren Sohlgefälle von rund 16 ‰ etwa 152 Höhenmeter unterhalb seines Ursprungs im Schaichhofsee.

### Einzugsgebiet
Der Seitenbach hat ein 12,6 km² großes Einzugsgebiet, das naturräumlich um den Ober- und Mittellauf im Unterraum Holzgerlinger Platte, um den Unterlauf im Unterraum Nördlicher Schönbuch des Schönbuchs liegt. Seinen mit 518,3 m ü. NHN höchsten Punkt erreicht es an seiner Westspitze just noch im Gebiet der Gemeinde Altdorf auf dem Gipfel des Feldhügels Hohloh, der den im Gebiet der Stadt Holzgerlingen liegenden Ursprung des längeren linken Oberlaufs Lachentalgraben überragt.
Der eine große Teil des Einzugsgebietes beidseits von Ober- und Mittellauf gehört zum Gemeindegebiet von Weil im Schönbuch, ausgenommen nur die schon erwähnten Randzwickel von Altdorf und Holzgerlingen im Westen und ebenso ein Randzwickel von Dettenhausen im Süden. In diesem gesamten Gebiet gibt es fast keinen Wald und neben vor allem Feldern einen großen Siedlungsanteil. Östlich davon beginnt jenseits der Naturraumgrenze zum Schönbach der geschlossene Wald und der Gebietsanteil der Stadt Waldenbuch, etwa ebenso groß wie der von Weil und in seiner unteren Hälfte wieder von offener Flur und Siedlungsfläche dominiert.
Reihum grenzen an das des Seitenbaches die Einzugsgebiete der folgenden Nachbargewässer, die bis auf eines ebenfalls Zuflüsse des Seitenbach-Vorfluters Aich sind:
- Im Nordwesten fließt der Eschelbach als erster bedeutender Zufluss zu dieser;
- im Norden entwässert der Aischbach zu ihr;
- im Nordosten der Fäulbach;
- im Osten der Brunnenbach;
- jenseits der gesamten Südgrenze erreicht der Abfluss teils über deren linke Nebenbäche den größten Aich-Nebenfluss Schaich. Diese fließt – im Südwesten oft sehr nahe, im Südosten eher fern – in etwa selber Richtung wie der Seitenbach.
- Nur im Westen grenzt auf kurzem Abschnitt das Einzugsgebiet des Erlesgrabens an, eines Zuflusses des rechten Oberlaufs Altdorfer Würm der Würm, die über die Nagold und die Enz weit abwärts der Aich in deren Vorfluter Neckar mündet; dieser Abschnitt der Gesamtwasserscheide über den Hohloh hinweg ist also hydrologisch der bedeutendste.

### Zuflüsse und Seen
Hierarchische Liste der Zuflüsse und  Seen von der Quelle zur Mündung. Gewässerlänge, Seefläche, Einzugsgebiet und Höhe nach den entsprechenden Layern auf der Onlinekarte der LUBW. Andere Quellen für die Angaben sind vermerkt.
Ursprung des Seitenbachs auf etwa 495 m ü. NHN am Schaichsee.
- Entfließt auf etwa 495 m ü. NHN dem Schaichhofsee zwischen der B 464 und dem Westrand von Weil im Schönbuch, unter 0,3 ha.
- Lachentalbach, von links und Westen auf etwa 479 m ü. NHN nahe dem Haltepunkt Weil im Schönbuch-Troppel der Schönbuchbahn, 2,2 km und 1,0 km². Entsteht auf etwa 511 m ü. NHN zwischen Holzgerlingen und der zugehörigen Domäne Schaichhof.
Der Namenslauf des Seltenbachs ist bis zu diesem Zufluss erst 1,6 km und entwässert ein Teileinzugsgebiet von nur 0,6 km².
- Entwässert einen See auf etwa 457 m ü. NHN an der Seestraße von Weil im Schönbuch, unter 0,3 ha.
Zumindest ab der folgenden unteren Ortsgrenze von Weil im Schönbuch trägt der Bach den Namen Totenbach.
- (Hangbach aus der Geigersklinge), von rechts und Süden auf etwa 414 m ü. NHN zwischen Kläranlage und dem Wohnplatz Totenbachmühle von Weil, allenfalls 0,3 km[LUBW 9] und ca. 0,3 km².[LUBW 10]
- Durchfließt auf etwa 398 m ü. NHN das Hochwasserrückhaltebecken Segelbach nach der Totenbachmühle von Weil im Schönbuch, 1,1 ha im Dauereinstau.
- Reishaldenbach, von rechts und Südwesten auf 385,6 m ü. NHN[LUBW 3] etwa 200 Meter nach dem Damm des Rückhaltebeckens, 1,2 km und 1,2 km². Entspringt einer Quelle auf unter 455 m ü. NHN unterhalb eines Weiler Aussiedlerhofes an des Reishalde.
Nach diesem Zufluss wird der Bach Segelbach genannt.
- (Vier unbeständig wasserführende Klingenbäche), von rechts und Süden bis Osten, 0,2–0,6 km.[LUBW 9] Der letzte und mit Abstand längste mündet auf 369,9 m ü. NHN.[LUBW 3]
- Greutbach, von rechts und Westsüdwesten auf 357,4 m ü. NHN[LUBW 3] etwa 0,4 km vor dem ersten Haus von Waldenbuch, 1,1 km und 1,0 km². Entspringt auf etwa 462 m ü. NHN am bewaldeten Nordostsporn der Reishalde.
 Ab diesem Zufluss wird der Bach Seitenbach genannt.
- → (Abgang eines Mühlkanals), nach links auf wenig unter 350 m ü. NHN beim Haus Im Seitenbach 8 von Waldenbuch. Mündet beim Haus Auf dem Graben 16 auf unter 345 m ü. NHN von rechts in den Mühlkanal zur Stadtmühle, 0,3 km. Großteils oder ganz verdolt.
- (Zufluss des Mühlkanal zur Stadtmühle), von links und Westen an der Vorderen Seestraße 19, 0,6 km. Der Kanal ist großteils oder ganz verdolt.
- Immenbach, von rechts und Westsüdwesten auf etwa 343 m ü. NHN wenige Meter vor der Mündung des Seitenbachs, 3,0 km und 2,1 km². Entspringt auf etwa 460 m ü. NHN im Wald unterhalb der großen Lichtung Braunäcker.
  -  Auf etwa 478 m ü. NHN liegt nahe dem Ursprung der angelegte Waldtümpel Braunackersee, 0,1 ha.
  -  Durchfließt auf unter 390 m ü. NHN das gewöhnliche leere, 1986 errichtete Hochwasserrückhaltebecken Bonholz wenig vor Waldenbuch, dem der Damm der Bonholzstraße als 9 m hoher Staudamm dient, hinter dem bis zu 15.100 m³ Hochwasser zurückgehalten werden können, die ungesteuert abfließen.[LUBW 11]

Mündung des Seitenbachs von rechts und zuletzt Westen auf etwa 343 m ü. NHN an der Bahnhofstraße 12 in Waldenbuch in die mittlere Aich. Der Bach ist 9,3 km lang und hat ein 12,6 km² großes Einzugsgebiet.

## Geologie
Geologisch lässt das Einzugsgebiet eine klare Zweiteilung erkennen. Im Westen sowie im mittleren Teil auf den talbegleitenden Höhen liegt der Schwarzjura der Holtgerlinger Platte, im östlichen, mündungsnahen der Keuper des Nördlichen Schönbuchs. Die zwei sich in Weil vereinenden Quellbäche laufen in Streifen aus holozänen Abschwemmmassen, um die herum Lösssediment (Lösslehm) aus quartärer Ablagerung flächenhaft den Schwarzjura überlagert. Ab der Ortsmitte von Weil im Schönbuch steht dann in der Talmulde die Angulatensandstein-Formation des Schwarzjuras an, dem gleich im Bereich des Sees dessen Psilonotenton-Formation folgt. Wenig nach dem Ortsende beginnt der dritte Schichten-Hohlkeil des Knollenmergels (Trossingen-Formation), der immer weiter vom Talgrund weicht, auf dem nun bis zum Hochwasserrückhaltebecken Segelbach linksseits wieder holozäne Abschwemmmassen liegen. Linksseits früher setzt am Becken der Stubensandstein (Löwenstein-Formation) ein, über dem der Knollenmergel auf der Höhe endet, während am rechten Talhang noch lange Lösssediment unter der Knollenmergelschichten diesseits des Kammes nis zum Lauf herab liegt. Ab dem Greutbach-Zulauf dominiert auch rechtsseits der Stubensandstein, das den Bachlauf umgebende Auenlehmband geht in Waldenbuch in das breitere Band rechts der Aich über.

## Natur und Schutzgebiete
Der Seitenbach ist von seinem Ursprung am Schaichsee bis kurz nach Weil als grobmaterialreicher, danach bis zur Mündung als feinmaterialreicher karbonatischer Mittelgebirgsbach klassifiziert.
Ihn begleitet ab der unteren Siedlungsgrenze von Weil bis zum Rückhaltebecken Segelbach auf seinem dort recht naturnahen, gewundenen Verlauf ein Galeriewald. Das Bachbett hat ab dort kiesiges bis sandiges Sediment und zeigt im Verlauf einige Gumpen. Nach dem Staubecken ist das Bett zwei bis sechs Meter breit und vor allem von Schwarzerlen und Eschen begleitet. Von den in diesem Bereich zulaufende Quellbäche vom rechten Hangwald hat einer Kalktuffstufen ausgebildet.
Der überwiegende Teil des unteren Einzugsgebietes liegt in Landschaftsschutzgebieten. Unterhalb von Weil beginnt das Landschaftsschutzgebiet Glemswald in der Talmulde, das sich dann bis zu den beidseitigen Kammhöhen ausweitet. An der Gemeindegrenze von Weil zur Stadt Waldenbuch am unteren Reishaldenbach stößt es ans Landschaftsschutzgebiet Waldenbuch/Steinenbronn, das von dort an den Gebietsanteil rechtsseits des Seitenbachs bis zur Siedlungsgrenze von Waldenbuch umfasst.

## Trivia
Die Firma Seitenbacher benannte sich nach dem Seitenbach.

### LUBW
Amtliche Online-Gewässerkarte mit passendem Ausschnitt und den hier benutzten Layern: Lauf und Einzugsgebiet des Seitenbachs

Allgemeiner Einstieg ohne Voreinstellungen und Layer: Daten- und Kartendienst der Landesanstalt für Umwelt Baden-Württemberg (LUBW) (Hinweise)
1. 1 2 3  Höhe nach dem Höhenlinienbild auf dem Hintergrundlayer Topographische Karte.
2. 1 2 3 4  Höhe nach schwarzer Beschriftung auf dem Hintergrundlayer Topographische Karte.
3. 1 2 3 4  Höhe nach blauer Beschriftung auf dem Hintergrundlayer Topographische Karte.
4. 1 2 3  Länge nach dem Layer Gewässernetz (AWGN).
5. 1 2  Einzugsgebiet aufsummiert aus den Teileinzugsgebieten nach dem Layer Basiseinzugsgebiet (AWGN).
6. ↑  Abschnittsnamen des Seitenbachs nach der Beschriftung auf dem Hintergrundlayer Topographische Karte bzw. nach dem Layer Gewässername, gestützt durch entsprechende topographische Namen bzw. einen Straßennamen.
7. ↑  Seefläche nach dem Layer Stehende Gewässer.
8. ↑  Einzugsgebiet nach dem Layer Basiseinzugsgebiet (AWGN).
9. 1 2  Länge abgemessen auf dem Hintergrundlayer Topographische Karte.
10. ↑  Einzugsgebiet abgemessen auf dem Hintergrundlayer Topographische Karte.
11. ↑  Daten des Hochwasserrückhaltebeckens Bonholz nach dem Layer Stauanlage.
12. ↑  Fließgewässertyp nach dem einschlägigen Layer
13. ↑  Schutzgebiete nach den einschlägigen Layern, Natur teilweise nach dem Layer Biotop.

### Andere Belege
1. ↑  Friedrich Huttenlocher, Hansjörg Dongus: Geographische Landesaufnahme: Die naturräumlichen Einheiten auf Blatt 170 Stuttgart. Bundesanstalt für Landeskunde, Bad Godesberg 1949, überarbeitet 1967. → Online-Karte (PDF; 4,0 MB)
2. ↑  Geologie nach den Layern zu Geologische Karte 1:50.000 auf: Mapserver des Landesamtes für Geologie, Rohstoffe und Bergbau (LGRB) (Hinweise)
3. ↑  faz.net: Die Stimme für das Müsli